# إديث نيومان
إديث نيومان (بالألمانية: Edith Neumann)‏ هي كيميائية وعالمة أحياء دقيقة نمساوية، ولدت في 26 مايو 1902 في فيينا في النمسا، وتوفيت في 29 يونيو 2002 في نيويورك في الولايات المتحدة.